# 山下正
山下 正（やました ただし、1948年9月16日 - ）は、日本のグラフィックデザイナー、ビジュアルアーティスト、画家、書家。一般社団法人新極美術協会委員。香川県出身。d

## 来歴
1970年3月にナムコの前身となる株式会社中村製作所入社。70年代から80年代にかけ、「パックマン」、「ギャラクシアン」をはじめとする30機種以上のゲームのロゴ、キャラクターなどのグラフィックデザインに携わる。。
ディズニー、手塚治虫、ビートルズに影響を受けた革新的アートワークは、世界のアミューズメント産業を牽引。代表作であり、キャラクターデザイン、アップライト筐体のコンパネ、ロゴ、広告デザインなどを手掛けた「パックマン」は世界的なキャラクターとして人気を博している。
1988年3月にナムコを退社したのち、デザイン制作会社のクリップを設立、京浜急行の広告、観光ポスターをはじめ、朝日新聞の子ども向け雑誌の表紙、トミーのボードゲーム、遊園地の乗り物など多岐にわたるデザイン活動を展開する。
現在は一般社団法人新極美術協会にて委員を務め、画家、として活動中。

## 主な作品

### ナムコ アーケード・ビデオゲーム
- フルフェイス
- FORMULA-X
- F-1
- クレイチャンプ
- ギャラクシアン
- ラリーX
- サブマリン
- ジービー
- ボムビー
- パックマン
- ギャラクシアン
- ギャラガ
- ゼビウス
- ポールポジション

### トーゴ
- よみうりランド ロックンローラー

### カトウ製作所
- ファンシーリフターシリーズ（企画、デザイン）

### 真砂工業
- ベアーズテレホン
- トイトレイン

### トミー
- トミーマジカル頭脳パワー！！ （ボードゲーム）
- マジカルバナナ （ボードゲーム）
- アメリカ横断ウルトラクイズ （ボードゲーム）

### 京浜急行電鉄
- イチゴ狩り（ポスター、チラシ）
- 羽田七福神いなりめぐり（ポスター）
- 節分（ポスター）
- 桜祭り（ポスター）

### 朝日新聞出版
- かがくる
- しゃかぽん

### その他
- 2004年 福井県あわら市市章デザイン
- 波佐見町シンボルマーク
- 松戸市 森のホール21（マーク、ロゴタイプ）
- 東亜販売株式会社（マーク）